# Ембецу

Ембе́цу (яп. 遠別町, えんべつちょう, МФА: [enbet͡su̥ t͡ɕoː]) — містечко в Японії, в повіті Тесіо округу Румой префектури Хоккайдо. Станом на 1 жовтня 2008 року площа містечка становила 590,86 км². Станом на 31 березня 2017 населення містечка становило 2764 осіб.